# Tränkbachniederung bei Daubringen
Tränkbachniederung bei Daubringen este o arie protejată (arie specială de conservare — SAC, sit de importanță comunitară — SCI) din Germania întinsă pe o suprafață de 119,52 ha, integral pe uscat.

## Localizare
Centrul sitului Tränkbachniederung bei Daubringen este situat la coordonatele 50°38′59″N 8°46′19″E / 50.6497°N 8.7719°E.

## Înființare
Situl Tränkbachniederung bei Daubringen a fost declarat sit de importanță comunitară în iunie 2000 pentru a proteja 11 specii de animale. Situl a fost protejat și ca arie specială de conservare în martie 2008.

## Biodiversitate
Situată în ecoregiunea continentală, aria protejată conține 2 habitate naturale: Pajiști cu Molinia pe soluri calcaroase, turboase sau argilos-nămoloase (Molinion caeruleae), Fânețe de joasă altitudine (Alopecurus pratensis, Sanguisorba officinalis).
La baza desemnării sitului se află mai multe specii protejate:
- păsări (9): ciocârlie-de-câmp (Alauda arvensis), fâsă de luncă (Anthus pratensis), fâsă de pădure (Anthus trivialis), cuc (Cuculus canorus), șoimul rândunelelor (Falco subbuteo), sfrâncioc roșiatic (Lanius collurio), Locustella naevia, gaia roșie (Milvus milvus), silvie de câmp (Sylvia communis)
- nevertebrate (2): phengaris nausithous (Maculinea nausithous), Maculinea teleius

Pe lângă speciile protejate, pe teritoriul sitului au mai fost identificate 5 specii de plante, 1 specie de păsări, 2 specii de nevertebrate.